# Una conxorxa d'enzes
Una conxorxa d'enzes (A Confederacy of Dunces, en anglès), també publicada en català com Una conxorxa d'enzes (1988, traducció de M. Antònia Oliver per Pòrtic), La conxorxa dels ximples (1997, traducció de M. Antònia Oliver per Columna) o Una confabulació d'imbècils (2015, traducció de Xavier Pàmies, que adduí problemes de comprensió de l'anterior títol, per Anagrama)), és una novel·la de John Kennedy Toole publicada pòstumament l'any 1980 i guardonada amb el premi Pulitzer l'any 1981.
El títol és una referència a una cita d'un dels clàssics de la sàtira, Jonathan Swift: "Quan un veritable geni apareix en el món, el reconeixereu per aquest signe: tots els necis es conjuren contra ell".
Escrita l'any 1962, mentre feia el servei militar a Puerto Rico, narra les peripècies d'Ignatius J. Reilly, un personatge excèntric a la recerca de treball per pagar un deute, a la vegada que s'embarca en una sèrie d'estrambòtiques aventures amb l'objectiu de rivalitzar amb la seva amiga Myrna Minkoff en el terreny de l'agitació social.
John Kennedy Toole mai no va veure publicada la seva obra en vida. Sembla que va enviar l'original de la novel·la a unes quantes editorials, i totes la van rebutjar. En una d'elles, l'editorial Simon and Schuster, es van entusiasmar pel llibre en un principi, però finalment el van rebutjar amb el motiu que era un llibre que no tractava de res en concret. Poc temps després, l'autor es va suïcidar.
La seva mare va trobar el manuscrit uns anys després i el va tornar a presentar a unes quantes editorials, que el van tornar a rebutjar. Com que pensava que la novel·la tenia una qualitat notable, va contactar l'escriptor Walker Percy perquè aconseguís publicar-la. Percy, tal com comenta al pròleg del llibre, va refusar en un primer moment llegir-la, però quan ho va fer, va quedar sorprés que la novel·la fos tan bona.
La novel·la va rebre el premi Pulitzer, i fou un èxit editorial, apareixent a la llista de llibres més venuts de molt països.

## Argument
El personatge central, Ignatius J. Reilly, és un ésser inadaptat i anacrònic que somia que la forma de vida medieval i la seva moral tornaran a regnar en el món. Així, escriu gran quantitat de quaderns en els quals reflecteix la seva visió del món i els escampa per la seva habitació amb l'esperança d'ordenar-los algun dia per a crear la seva obra mestra. Mentrestant, la deessa Fortuna, contra la seva voluntat el catapulta al món capitalista, obligant-lo a sotmetre's a la nova forma d'esclavatge que per a ell és el treball. Ell s'hi resigna i surt a cercar feina. La seva activitat laboral i vital és el fil que uneix i dona sentit a tota l'obra i que ens permet conèixer altres personatges.
Lluny de les divertides anècdotes que Ignatius va generant al seu voltant, la novel·la transcendeix això per a convertir-se, en el seu rerefons, en un despietat retrat del gènere humà. Un retrat ple d'indulgència i comprensió, i al mateix temps d'amargor i resignació. Tal com Percy diu en el pròleg, tot i les rialles que li va proporcionar la novel·la, després de la seva lectura va sentir certa tristesa que no sabia molt bé d'on provenia, si del sentit dramàtic de la novel·la o de la tragèdia de l'autor, que es va suïcidar amb poc més de trenta anys sense aconseguir veure-la publicada, i que amb la seva mort ens va negar nous llibres com podria haver estat el de la continuació d'aquesta obra, que s'insinua al final.

## Estil i Estructura
L'estructura és lineal. Està dividida en capítols, que a la vegada es divideixen en subcapítols.
L'acció està narrada en la seva major part en tercera persona. Està escrita amb un estil irònic. Alterna diferents escenes de diferents personatges que formen un tot comú, les accions d'uns afecten d'una manera o altra les vides dels altres, i viceversa.
Alguns fragments són escrits en primera persona per Ignatius, i compleixen la funció de completar el text i la compressió tant de la història com la dels personatges. Aquests escrits de Ignatius resulten com a mínim tan brillants i genials com els escrits en tercera persona. Són els escrits que cal·ligrafia Ignatius en els seus quaderns, que escampa per la seva habitació, i amb els quals espera algun dia compondre una obra magna, immortal, que aconsegueixi empènyer la humanitat de tornada al sistema medieval.
Completen finalment el llibre la correspondència que manté Ignatius amb una peculiar amiga seva anomenada Myrna Minkoff, la qual té una visió del món completament diferent a la d'Ignatius, però que en certa manera la complementa. Així, disperses al llarg de la novel·la en diverses epístoles es manifesta una tensa relació d'amor/odi.

## Similituds biogràfiques
S'ha comentat que la novel·la amaga una gran part de la biografia de John Kennedy Toole, ja que reflecteix una part de les vivències de l'autor. Toole va treballar en una fàbrica de roba, va conèixer bé el barri francès de Nova Orleans, en el qual alguna vegada va ajudar un amic a vendre menjar ambulant, i també va viure força temps amb la seva mare, fins i tot després d'haver acabat la universitat. A més, el protagonista, Ignatius, escrivia sense parar amb l'esperança de crear una obra mestra que canviés la realitat. Per tot això, no és difícil pensar que Ignatius J. Reilly era una caricatura del mateix autor.